# Rhombophryne coudreaui
Rhombophryne coudreaui is een kikker uit de familie smalbekkikkers (Microhylidae).

## Uiterlijke kenmerken
Rhombophryne coudreaui heeft matig ontwikkelde zwemvliezen tussen vingers en tenen. De huid aan de bovenzijde is knobbelig en lichtbruin. Het vrouwtje bereikt een lichaamslengte van ongeveer 28 millimeter.
Deze kikkersoort leeft zowel in de strooisellaag als in bomen van regenwouden. Zijn leefwijze is nog weinig bestudeerd en er is weinig over de voortplanting bekend. Mogelijk ontwikkelen de kikkervissen zich onder de grond of in phytotelmata (waterbassins) op bladoppervlakten of in boomholten.

## Verspreiding en leefgebied
Rhombophryne coudreaui is endemisch in Madagaskar. De kikker is op slechts vier locaties in oudere regenwouden aangetroffen. Al deze locaties liggen in het oosten en noordoosten van het eiland: Ambolokopatrika, het Betamponareservaat en de nationale parken Marojejy en Masoala. Hij leeft naar schatting op een hoogte van 200 tot 1000 meter boven de zeespiegel. Het totale leefgebied van R. coudreaui is naar schatting minder dan 20.000 vierkante kilometer groot en erg versnipperd. De soort is opgenomen als 'bedreigd' (Endangered) op de Rode Lijst van de IUCN.

## Taxonomie
De soort werd voor het eerst wetenschappelijk beschreven door Fernand Angel in 1938. Oorspronkelijk werd de wetenschappelijke naam Plethodontohyla coudreaui gebruikt.